# Facultad de Ciencias Sociales (Universidad de la República)
La Facultad de Ciencias Sociales es una de las catorce facultades que integran la Universidad de la República de Uruguay. Su edificio principal se sitúa en el barrio Cordón de Montevideo. 
Tiene 5061 estudiantes matriculados, según el VII Censo de Estudiantes Universitarios de la República, 2012.

## Títulos de grado y posgrado
- Licenciatura en Ciencia Política
- Licenciatura en Sociología
- Licenciatura en Trabajo Social
- Licenciatura en Desarrollo
- Licenciatura en Ciencias Sociales (Regional Norte)

También otorga títulos de posgrado (máster) en Economía Internacional, Sociología, Ciencia Política, Trabajo Social Historia Económica, Maestría en Ciencia Política: Curso Régimen y Proceso de Gobierno.

## Historia
La Facultad de Ciencias Sociales fue creada por iniciativa y resolución del Consejo Directivo Central de la Universidad de la República en 1989 y comenzó a funcionar en 1991. Desde su apertura, dicha institución educativa funciona en el edificio de la antigua Barraca de Emilio Fontán, construido por el arquitecto Julio Vilamajó. 
En la Regional Norte de la ciudad de Salto, funciona desde 2012 el Departamento de Ciencias Sociales y tiene como cometido el desarrollo de los tres pilares básicos que erigen a nuestra Universidad pública (Enseñanza, Investigación y Extensión Universitaria), desde la óptica de las Ciencias Sociales.  

## Departamentos
| Departamento              |
| ------------------------- |
| Ciencia Política          |
| Sociología                |
| Trabajo Social            |
| Economía                  |
| Unidad Multidisciplinaria |

## Estudiantes
| 1960 | 1968 | 1974 | 1988 | 1999 | 2007      | 2012 |
| ---- | ---- | ---- | ---- | ---- | --------- | ---- |
| 187  | 332  | 275  | 514  | 1612 | 4795/4444 | 5061 |

En 2012 los estudiantes estaban distribuidos de la siguiente manera: 699 en Licenciatura de Ciencias Políticas, 254 en la Licenciatura de Ciencias Sociales, 178 en la Licenciatura en Desarrollo, 974 en la Licenciatura en Sociología, 1 en Asistente Social Universitario y 2464 en Estudios Iniciales de Ciencias Sociales.

## Decanos
| Decano                             | Período       |
| ---------------------------------- | ------------- |
| Dr. Luis Bértola                   | 2002-2006     |
| Prof. Mag. Ing. Agr. Diego Piñeiro | 2007-2010     |
| Dra. Susana Mallo Reynal           | 2011-2014     |
| Dr. Diego E. Piñeiro               | 2014-2018     |
| Dra. Carmen Midaglia               | 2018-presente |